# Adevărul
Adevărul (până la reforma ortografică: Adevĕrul) este un cotidian central, înființat de Alexandru Beldiman, care a apărut săptămânal, inițial la Iași, în perioada 15 decembrie 1871 - 5 aprilie 1872, apoi zilnic, la București, de la 15 august 1888 până la 21 noiembrie 1916 și, după Primul Război Mondial, de la 3 ianuarie 1919 până la 30 decembrie 1937.

## Începuturile ca săptămânal la Iași

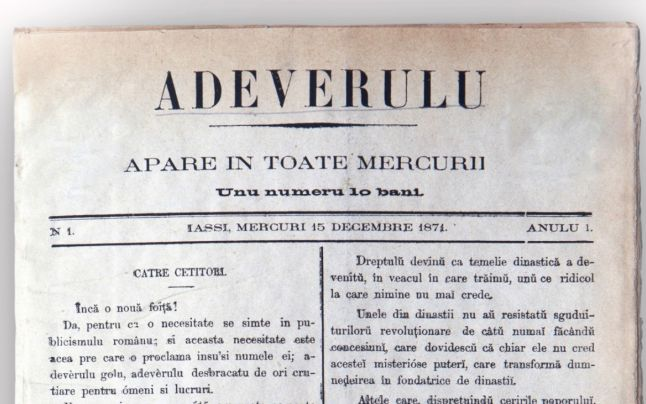
Primul număr al ziarului Adevărul publicat la Iași, la 15 decembrie 1871

Prima serie, cu titlul Adeverulu a fost un săptămânal care a apărut la Iași, în intervalul 15 decembrie 1871 - 5 aprilie 1872. Adeverulu a luat naștere deoarece Alexandru Beldiman, care era un mare susținător al lui Alexandru Ioan Cuza, care îl numise prefect de poliție al Bucureștilor, a fost puternic afectat de abdicarea forțată a acestuia, din februarie 1866. Regretul lui Beldiman de a nu fi putut stopa complotul din 1866, s-a transformat în indignare după aducerea în țară a lui Carol de Hohenzollern.
Publicația, ce apărea în fiecare miercuri, a avut o istorie scurtă și zbuciumată, deoarece fondatorul ei, Alexandru Beldiman, a fost dat în judecată pentru conținutul antidinastic al gazetei. Unul dintre jurații care făceau parte din proces era Vasile Alecsandri, acesta dând un verdict de achitare, însă Adevărul va fi reluat doar după 16 ani. Publicația a fost un eșec editorial și financiar, care s-a lăsat cu procese și amenzi, astfel că numărul 13 a fost ultimul al acestei serii.

## Adevĕrul, cotidian la București
Cu sprijinul financiar al fiului lui Alexandru Ioan Cuza, pe 15 august 1888, Alexandru Beldiman a scos din nou publicația, de această dată sub formă de cotidian, cu titlul Adevĕrul. Acel ĕ, provenit de la latinescul veritas, a fost păstrat de toți proprietarii ulteriori ai ziarului, chiar și după introducerea noilor reguli ortografice.

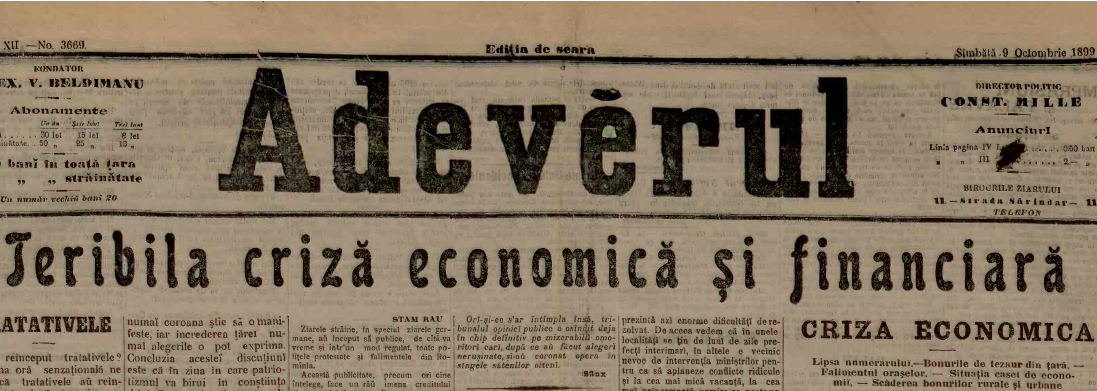
Ziarul Adevărul la 1899

Alexandru Beldiman ocupa funcția de director politic, iar echipa de ziariști fiind formată din Grigore Ventura, prim-redactor al cotidianului, și fiul acestuia, Constantin Ventura. Ziarul a apărut fără niciun capital, pe baza unui credit de câteva zile oferit de tipograful Grigore Luis, „cu o redacție alcătuită din oameni de inimă și buni scriitori, dar lipsiți ei înșiși de rutina și îndemânarea gazetărească”. După patru luni de la fondare, Adevĕrul a început să apară pe un format mărit: „No 10”. În 11 decembrie 1889, prin articolul „Pentru republica română”, Adevĕrul anunță că părăsește ideea Domniei pământene și că va promova ideea republicană. La începutul anului 1892, Adevĕrul a suferit o mare lovitură: administratorul ziarului, Toma Basilescu, s-a declarat proprietar și a plecat luând cu sine registrele de abonați, de anunțuri publicitare precum și toți banii din seif, după care a început să scoată alt ziar, cu același titlu, cu același format și cu același număr de ordine. După un timp în care au apărut paralel, iar Adevĕrul lui Beldiman se tipărea în 32.000 de exemplare, cei doi au ajuns în fața unui „juriu arbitral”, care i-a recunoscut dreptatea lui Beldiman și l-a obligat pe Basilescu să iasă de pe piață. Ziarul apărea în două ediții, una dimineața și alta seara, iar duminica se publica Adevĕrul literar.

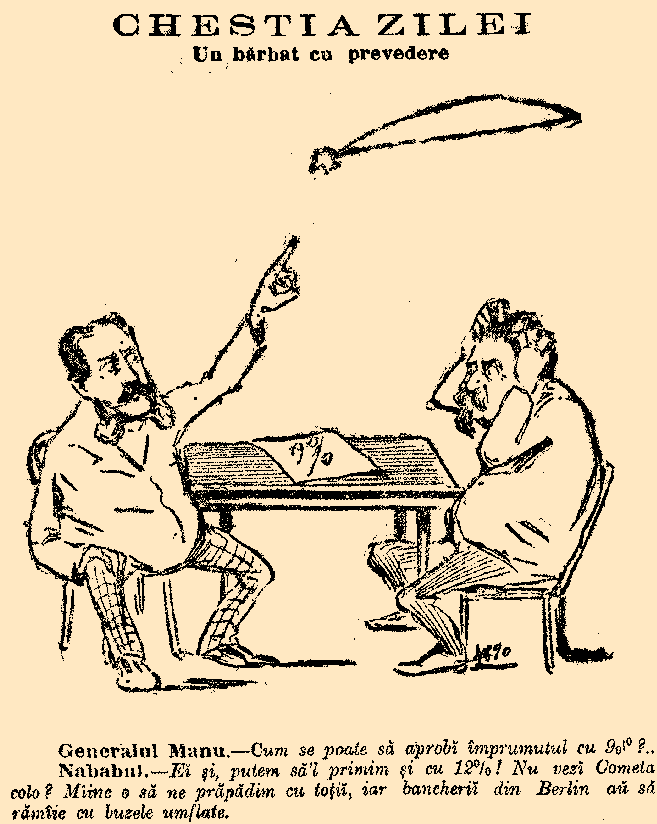
Caricatură de presă din ziarul Adevărul, 1899

Ziarul Adevĕrul a fost primul ziar românesc care a introdus caricatura de presă; primul ziar care a publicat o telegramă directă din străinătate; primul ziar cu palat redacțional; prima instituție de presă care a introdus mașina de cules, adică linotipul; prima publicație cu editură, cantină, secție de desen și pictură, bibliotecă și arhivă; cu tiraje imense pentru vremurile acelea și cu salarii mari și sigure pentru ziariștii angajați.
Beldiman fiind un antimonarhist convins, ziarul său Adevĕrul prezenta ziua de 10 mai (ziua monarhiei române, la care a fost încoronat în 1881 regele Carol I al României) drept „zi de doliu național”. În primii ani de apariție ai gazetei, în ziua de 10 mai tirajul creștea considerabil, de la 5.000 la 25-30.000 de exemplare. Și mai târziu, după ce Principele Carol a devenit Regele Carol I al României, Beldiman obișnuia să scrie în articolele sale „m.s. regele”, și nu „M.S. Regele”, cum o cereau uzanțele.
În septembrie 1893, când prim-redactor este A. Bacalbașa, ziarul Adevărul se apropie de mișcarea socialistă. Traian Demetrescu este din anul 1892 redactor al părții literare. Alți colaboratori au fost: Garabet Ibrăileanu, Eugen Vaian (redactor), Laura Vampa, Ed. Dioghenide (redactor) Constantin Mille, George Coșbuc, I. N. Roman, Șt. Basarabeanu, C. B. Stamatin-Nazone, G. Russe-Admirescu, H. G. Lecca, I.T. Florescu, A. Steuerman, I. Bolocan, C. Grigoriu-Rigo, Radu D. Rosetti, Tr. Demetrescu. Mai târziu, C. Mille devine proprietar al ziarului, iar director rămâne Al. V. Beldiman.
Ion Luca Caragiale, în primăvara anului 1896, înainte de a redacta Epoca literară, a scris pentru Adevărul mai multe articole, care au apărut săptămânal în ziua de joi, printre acestea enumerându-se „Teatrul nostru”, „Activitate” etc.

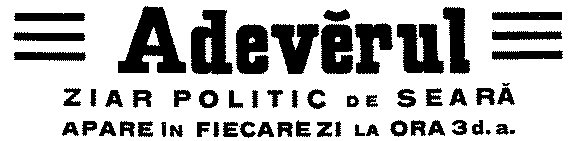
Ziarul Adevărul în perioada interbelică

Din 1914, gazeta a participat activ la campania pentru intrarea României în război alături de Franța și Anglia. Drept urmare, în octombrie 1916, Adevărul a fost suspendat de comandamentul german de ocupație, iar clădirile redacției și tipografia i-au fost rechiziționate.
După Primul Război Mondial, Adevărul a reapărut la 3 ianuarie 1919.
La 30 decembrie 1937, la doar o zi de la instalare, Guvernul Goga-Cuza a decis suprimarea ziarelor Adevărul, Dimineața și Lupta, considerate antinaționale, cosmopolite, „servind interese contrare năzuințelor românești” și, în aceeași optică, dăunând „sănătății morale a presei.” Măsura, vădit antidemocratică, a fost luată prin jurnal al Consiliului de Miniștri, și nu prin decret, fapt care nu angaja semnătura regelui. Gazetarul A.P. Samson, martor la eveniment, descria astfel atmosfera apăsătoare din redacția unuia dintre cele mai citite ziare: „redactorii Adevărului, adunați în holul mare al redacției, lângă portretele lui Al. Beldiman și C. Mille, discutau îngrijorați pe seama evenimentului, nimănui nevenindu-i să creadă că «o instituție cu trecutul și dimensiunile Adevărului poate dispărea într-o clipă».”

## Reluarea apariției după al Doilea Război Mondial
La 12 aprilie 1946 ziarul a reapărut sub titlul Adevărul vremii. Printre colaboratorii din această perioadă s-au numărat Demostene Botez, Cezar Petrescu, Filip Brunea-Fox, Gala Galaction. Între anii 1947 și 1948, Tudor Arghezi a publicat pe prima pagină a ziarului seria de articole intitulată Tablete. Ziarul Adevĕrul a dispărut în martie 1951, interzis de autoritățile comuniste. În articolul de fond de pe 31 martie 1951 se preciza: „Misiunea ziarului «Adevĕrul» e terminată”. Echipa redacțională nu se aștepta, totuși, la un sfârșit atât de brusc, fapt dovedit de lipsa oricărei înștiințări a publicului său, precum și anunțul publicat în acest ultim număr: „Anunțăm pe abonații noștri că în zilele următoare vor primi prin mandat poștal contravaloarea abonamentelor neefectuate”. Adevĕrul se oprește, astfel, la numărul 18.039.

## DirectoriiAdevĕrului
De-a lungul timpului, ziarul a avut următorii directori:
- Alexandru Beldiman 1871 - 1872, 1888 – 1898
- Constantin Mille 1898 – 1920
- Constantin Graur 1921 – 1936
- Mihail Sadoveanu 1937
- B. Brănișteanu 1946 – 1947
- H. Soreanu 1947 - 1951

## Reapariția în decembrie 1989
În primele zile de după Revoluția din 1989 ziarul Scînteia, oficios al Partidului Comunist Român, și-a schimbat denumirea mai întâi în Scînteia Poporului (sub care au apărut 2 numere), iar apoi în Adevărul, comitetul redacțional rămânând inițial același.
Politica editorială din anii imediat următori revoluției, a continuat principial linia Scînteii, ziarul adoptând puncte de vedere critice în raport cu opoziția anticomunistă din România. Are și un supliment cultural, Adevărul Literar și Artistic.
În anul 2006, Adevărul a fost cumpărat de omul de afaceri Dinu Patriciu, care a înființat cu acea ocazie trustul Adevărul Holding, în care și-a reunit operațiunile media.
Din 6 decembrie 2010 cotidianul Adevărul a fost lansat și în Republica Moldova. Ziarul apare de luni până vineri, într-un tiraj de 7.000 de exemplare distribuite în toate localitățile din Republica Moldova. Adevărul, ediția de Moldova, tratează subiecte locale, sociale, politice, economice și de actualitate, distribuite în paginile ziarului după o structură similară cu cea a publicației din România. Adevărul este primul ziar din Republica Moldova scris atât de jurnaliști moldo-basarabeni, cât și de jurnaliști din România.
În iulie 2011 Adevărul Holding lansează Weekend Adevărul, o publicație ce conține o zonă de cotidian, dedicată știrilor, analizelor și exclusivităților din actualitatea socială, politică, economică sau sportivă, precum și o parte consistentă, Weekend plăcut!, reprezentând ghidul dumneavoastră favorit de petrecere a timpului liber de la sfârșitul săptămânii.
Inițial, Weekend Adevărul a avut ca zi de apariție ziua de sâmbătă iar începând din decembrie 2011 aceasta apare în fiecare zi de vineri.
În octombrie 2012, cotidianul Adevărul, alături de toate publicațiile trustului Adevărul Holding, a fost preluat de către omul de afaceri Cristian Burci. Site-ul adevarul.ro își schimbă structura, incluzând, pe lângă știri și platformă de bloguri.

## Site-ul adevarul.ro
Adevarul.ro este varianta online a cotidianului Adevărul, site-ul de știri numărul unu din România, cu cei mai mulți vizitatori unici. Numărul de vizitatori unici care au accesat adevarul.ro în luna septembrie 2018 este de 7.199.296 conform SATI.ro, aceștia provenind atât de pe desktop cât și de pe dispozitivele mobile.

## Suplimente, colecții
Ziarul Adevărul postdecembrist a avut cel mai mare număr de suplimente gratuite: Adevărul Sănătate, Adevărul magazin de duminică, Școală & educație, Adevărul jocuri, TV Adevărul, Adevărul sporturi supliment antifotbal și Adevărul Cultural & artistic.
Din noiembrie 2008, Adevărul a demarat colecția Adevărul: 100 de cărți pe care trebuie să le ai în bibliotecă, alături de care au mai apărut colecțiile: Disney Clasic, Prima mea enciclopedie cu Winnie Ursulețul și prietenii săi, Pictori de geniu, Jules Verne, National Geographic Traveler, Colecția Adevărul (Carte de lux), Biblioteca Adevărul pentru copii, Marile Muzee ale Lumii și Rahan.
Suplimentul Adevărul Magazin de Duminică și-a încetat apariția din 14 iunie 2010.

### Adevărul literar și artistic
Adevărul literar și artistic a fost un supliment cultural al ziarului Adevărul. A fost săptămânal și se distribuia miercurea, împreună cu ziarul. Era considerat continuatorul altor două suplimente culturale publicate în timp de ziarul Adevărul.
Adevărul ilustrat a fost un săptămânal publicat la București între 6 martie 1895 și 26 mai 1897, la început ca supliment literar al ziarului Adevărul. A fost fondat de Alexandru V. Beldiman și Constantin Mille. De la 26 mai 1897 până la 13 martie 1899 a apărut sub diverse titluri: Adevărul de duminica, Adevărul de joi.
Adevărul literar și artistic a apărut, săptămânal, între 28 noiembrie 1920 (21 noiembrie după MDE) și 28 mai 1939. A fost fondat de Constantin Mille și a avut în acești 19 ani trei directori: Emil Fagure, A. de Hertz și Mihail Sevastos.
În Adevărul literar și artistic interbelic se publicau fragmente de roman, nuvele, povestiri, schițe, versuri, texte dramatice, cronici plastice, cronici muzicale și cinematografice, interviuri privind viața literară și artistică din țară și din străinătate, amintiri, scrisori inedite, reportaje, folclor, traduceri din literatura universală, articole de filosofie etc.
Înainte de publicarea în volum, în Adevărul literar și artistic au apărut fragmente din Enigma Otiliei de George Călinescu, din Rusoaica de Gib Mihăescu sau din Baltagul de Mihail Sadoveanu. Semnătura lui George Călinescu era întâlnită frecvent în paginile publicației, la sfârșitul unor cronici literare, iar în 12 februarie 1933 criticul inaugura rubrica Cronica mizantropului. Foarte apreciate de public erau și tabletele lui Tudor Arghezi.

### Edițiile de colecție ”Adevărul”
Începând din 15 august 2016 odată cu retipărirea ediției ziarului Adevĕrul din 15 august 1916, care anunța intrarea României în Primul Război Mondial
ziarul Adevărul a început redifuzarea ziarelor-document „Adevěrul”.
15 decembrie 2016 - primul număr al ziarului Adeverulu apărut la 15 decembrie 1871
28 februarie 2017 - Adevĕrul din timpul Răscoalei țărănești din 1907
30 martie 2017 - ziarul Adevĕrul din 31 martie 1951, ultimul numar „Adevarul” inainte de a fi inchis de comunisti in 1951
12 aprilie 2017 - ziarul Adevĕrul din 16 aprilie 1933, Paștele în perioada interbelică
10 mai 2017 - ziarul Adevĕrul din 10 mai 1919 din timpul negocierilor Tratatului de Pace de la Versailles
25 mai 2017 - ziarul Adevĕrul din 25 mai 1919 care urmărețte negocierile Tratatului de la Versailles din 1919
15 iunie 2017 - ziarul Adevĕrul din 15 iunie 1914 primel știri despre asasinatul care a declanșat Primul Război Mondial
20 iulie 2017 - ziarul Adevĕrul din 21 iulie 1927 cu anunțul morții Regelui Ferdinand I și urcării pe tron a Regelui Mihai I
4 septembrie 2017 - ziarul Adevĕrul din 15 august 1888 - Primul număr „Adevarul” – apărut la București 
16 octombrie 2017 - ziarul Adevĕrul din 16 octombrie 1922 – Ziua încoronării regelui Ferdinand
30 octombrie 2017 - ziarul Adevĕrul din 17 octombrie 1922 – Povestea încoronării regilor Ferdinand și Maria – discursul regelui, detalii inedite de la ceremonie
28 noiembrie 2017 - ziarul Izbânda din 28 noiembrie 1918 – rezoluția Marii Uniri de la 1 decembrie 1918
14 decembrie 2017 - ziarul Adevĕrul din 25 noiembrie 1927 – Cum a murit Ion I. C. Brătianu
21 februarie 2018 - ziarul Adevĕrul din 19 februarie 1916: Moartea primei Suverane a României, supranumită de popor „mama răniților” – Regina Elisabeta
27 martie 2018 - ziarul Adevĕrul din 19 noiembrie 1920: 100 de ani de la unirea Basarabiei cu România, textul integral al tratatului de recunoaștere a alipirii Basarabiei, semnat la Paris în 1920
22 mai 2018 - ziarul Adevĕrul din 9 septembrie 1916 „Inamicul respins în Dobrogea – el se retrage în spre sud”
4 septembrie 2018 - ziarul Adevĕrul din 3 septembrie 1913. În această ediție au fost prezentate funeraliile lui Aurel Vlaicu începând cu relatări de la locul accidentului, aducerea trupului său la București cu trenul de la Predeal, funeraliile și oficialitățile prezente

## Vânzări
Vânzările ziarului se situau la 185.565 de exemplare pe ediție în anul 2000, din care circa 77% erau abonamente, fiind în acea perioadă cel mai bine vândut ziar din România. În anul 2007, ziarul a avut cele mai mici vânzări, de 26.309 exemplare pe ediție. În noiembrie 2008, ziarul Adevărul devenea liderul publicațiilor de calitate cu 56.140 de exemplare vândute, în medie, pe apariție. În anul 2009, ziarul se situa pe locul al treilea, după Click! și Libertatea, cu un o medie de 101.984 exemplare pe ediție. În perioada ianuarie - martie 2010, publicația a fost vândută, în medie, în 125.122 de exemplare pe apariție. În aceeași perioadă, Jurnalul Național a înregistrat 55.078 de copii, România Liberă - 43.885, Evenimentul zilei - 27.985, iar Gândul - 13.384.
În 2011-2012, ziarul Adevărul a devenit cel mai citit ziar de limbă română din Rep. Moldova, conform unor estimări.

## Adevărul: 100 de cărți pe care trebuie să le ai în bibliotecă
În luna noiembrie 2008, ziarul Adevărul a lansat colecția 100 de cărți pe care trebuie să le ai în bibliotecă. Cărțile au o apariție săptămânală, fiind vândute în fiecare joi, împreună cu ziarul. Ultima carte din colecție, Pe aripile vântului de Margaret Mitchell a apărut piață în data de 7 octombrie 2010.
Până în octombrie 2009, în mai puțin de un an de la lansarea colecției, au fost vândute peste 12 milioane de exemplare.
Colecția a fost criticată pentru prețul scăzut (10,99 RON), care ar cauza saturarea pieței de carte, făcând astfel o concurență neloială celorlalte edituri românești. Prețul cărților a suferit transformări profunde: 9,99 lei → 10,99 lei → 7,99 lei → 10,99 lei.
În luna octombrie a anului 2010, ziarul Adevărul a lansat colecția 101 cărți de citit într-o viață. Această colecție reprezintă continuarea colecției Adevărul: 100 de cărți pe care trebuie să le ai în bibliotecă.